# Адмирал Франции
Адмира́л Фра́нции (фр. Amiral de France) — во Франции поначалу одна из высших государственных должностей, впоследствии высшее военно-морское звание (чин) в ВМС Франции. Является «пятизвёздным» званием (по применяемой в НАТО кодировке — OF-10).
Принадлежала к высшим коронным чинам и является морским эквивалентом звания Маршал Франции.
В настоящее время в вооружённых силах Франции — при формальном существовании такового чина и почётного звания Адмирал Франции — оно не присваивается.

## История
Впервые эта должность (звание) была учреждена в 1270 году королём Франции Людовиком IX во время восьмого крестового похода. Она была эквивалентна званию Коннетабля Франции. Адмирал Франции отвечал за защиту берегов Пикардии, Нормандии, Онэ и Сентонжа. Во время войны формировал флоты из торговых судов, снаряжал и вооружал корабли и выдавал каперские свидетельства. В мирное время занимался укомплектованием и оснащением королевского флота, отвечал за морскую торговлю и торговый флот.
Только несколько Адмиралов Франции были моряками — более того, за исключением Клода д’Аннебо ни один из них не командовал флотом.
На самом деле власть Адмирала Франции была небольшой — главным образом из-за существования таких званий как Адмирал морей Леванта для Прованса (Amiral des mers du Levant pour la Provence), Адмирал Бретани (Amiral de Bretagne) и Адмирал морей Запада для Гиени (Amiral des mers du Ponant pour la Guyenne) и учреждённых позднее должностей Генерал галер (Généralat des galères) и Государственный секретарь военно-морского флота (Secrétariat d'État à la Marine). Эта должность, так же как и должность Коннетабля Франции, имела больше политическое значение.
В 1627 году должность адмирала Франции была упразднена кардиналом Ришельё, который занял специально учреждённую должность Великий магистр Навигации (Grand-maître de la Navigation) с целью концентрации управления флотом в одних руках.
После смерти кардинала в 1642 году эту должность занимали: с 1642 по 1646 — племянник кардинала Ришельё Жан-Арман де Майе-Брезе, с 1646 по 1650 — королева Франции Анна Австрийская, с 1650 по 1665 — Главный сюринтендант Навигации (Surintendant général de la Navigation) (с 1655) и великий адмирал Франции (с 1651) Сезар де Вандом и с 1665 по 1669 — Франсуа де Бофор.
12 ноября 1669 года король Франции Людовик XIV своим эдиктом восстанавливает должность адмирал Франции, но только как почётную. Её занял Луи де Бурбон, граф де Вермандуа, внебрачный сын (признан в 1669 году) короля и его фаворитки Луизы де Лавальер, которому в то время исполнилось только два года.
После смерти Луи де Бурбона в 1683 году должность перешла к его сводному брату Луи-Александру де Бурбону, графу Тулузскому, третьему внебрачному сыну короля и его фаворитки Франсуазы Монтеспан, которому было только пять лет. Впоследствии граф Тулузский в 1693 году объединил под своим началом адмиралтейства Франции и Бретани (бывшее тогда еще независимым).
После смерти графа Тулузского в 1737 году его должность перешла его сыну Луи Жан Мари де Бурбонугерцогу Пантьеврскому, занимавшему также должности губернатора Бретани (1736—1738) и великого ловчего Франции (1737—1755 и 1768—1791). 15 мая 1791 года должность адмирала Франции была упразднена.
1 февраля 1805 года вместо звания адмирал Франции, в Первой империи было учреждено звание — Великий Адмирал Империи (Grand Amiral de l’Empire) и присвоено маршалу Империи Иоахиму Мюрату.

## Адмиралы Франции
- Адмирал Франции (одна из высших государственных должностей Франции):
  - Флоран де Варенн: 1270
  - Юбер II де Лонгваль: 1283
  - Отон де Торси: 1296—1297
  - Матье IV де Монморанси: 1297—1304
  - Ренье I Гримальди: 1304—1314
  - Гуго Кере: 1335
  - Антонио Дориа: 1339
  - Луис де ла Серда, граф Тальмон: 1341—1346
  - Карл I Гримальди, сеньор Монако: 1342
  - Пьер Флотт де Ревель: 1345—1347
  - Жан де Нантейль: 1347—1356
    - должность вакантна: 1356—1359

  - Энгерран де Ментене: 1359
  - Жан де Гёз: 1359—1368
  - Франсуа де Периллье: 1368—1369
  - Эмери VI, виконт де Нарбонн: 1369—1373
  - Жан де Вьен: 1373—1396
  - Рено де Три, сеньор де Серифонтен: 1396—1405
  - Пьер де Бребан: 1405—1408
  - Жак I де Шатильон-Дампьер: 1408—1415
  - Робер де Бракемон: 1417—1418
  - Жанетт де По: 1418
  - Шарль де Рекур, виконт де Бовуар: 1418—1419
  - Жорж де Бовуар де Шаселлу: 1420
  - Луи де Кюлан: 1421—1437
  - Андре де Лаваль-Монморанси: ?1437—
  - Жан V де Бёй: 1450—1461 (отставка)
  - Жан де Монтобан: 1461–1466
  - Луи де Бурбон-Руссильон: 1466–1486
  - Луи Мале де Гравиль: 1486–1508
  - Шарль II д'Амбуаз: 1508–1511
  - Луи Мале де Гравиль (еще раз): 1511–1516
  - Луи II де Ла Тремуй: 1517
  - Гийом Гуфье де Бониве: 1517—1525
  - Филипп Шабо: 1526—1543
  - Клод д’Аннебо: 1544—1552
  - Гаспар II де Колиньи: 1552—1572
  - Онора II Савойский, маркиз де Виллар: 1552—1578
  - Шарль II Лотарингский, герцог Майеннский: 1578—1582
  - Анн де Батарне, герцог Жуайез: 1582—1587
  - Жан Луи де Ногаре де Ла Валетт, герцог д’Эпернон: 1587—1589
  - Антуан де Бришанто, маркиз де Нанжи: 1589—1590
  - Бернар де Ногаре де Лавалетт: 1590—1592
  - Шарль Арман де Гонто, герцог де Бирон: 1592—1594
  - Андре Батист де Бранкас, сеньйор де Виллар: 23 августа 1594 — 24 июля 1595
  - Шарль де Монморанси, герцог де Дамвиль: 1596—1612
  - Генрих II де Монморанси: ?1612—
  - Сезар де Бурбон, герцог де Вандом: 1651—1665
  - Луи де Бурбон, граф де Вермандуа: 12 ноября 1669 — 18 ноября 1683
  - Луи-Александр де Бурбон, граф Тулузский: 1683—1737
  - Луи Жан Мари де Бурбон, герцог Пентьевр: 1737—1789

- Адмирал Франции (избран Национальным собранием):
  - 1792—1794 — Шарль Эктор де Эстен

- Великий Адмирал Империи:
  - 1 февраля 1805 Иоахим Мюрат

- Адмирал Франции (высшее военно-морское звание):
  - 1814 — Луи-Антуан д’Артуа, герцог Ангулемский
  - 1830 — барон Ги Виктор Дюперре́[3]
  - 1831 — граф Лоран-Жан-Франсуа де Трюге
  - 1840 — барон Альбен Руссен
  - 23 декабря 1847 — Анж Рене Арман де Маку
  - 27 мая 1854 — Шарль Боден
  - 2 декабря 1854 — Фердинанд-Альфонс Гамелен
  - 2 декабря 1854 — Александр-Фердинанд Парсеваль-Дешен
  - 15 сентября 1855 — Арман-Жозеф Брюа
  - 9 июля 1860 — Жозеф Ромен Дефосс
  - 27 января 1864 — Шарль Риго де Женульи
  - 15 ноября 1864 — Леонард-Виктор-Жозеф Шарне
  - 20 февраля 1869 — Франсуа-Тома Треуар

- Адмирал флота (Amiral de la Flotte) (высшее военно-морское звание ВМС Франции в 1939—1942):
  - 6 июня 1939 — Франсуа Дарлан